# 3009 Coventry
3009 Coventry је астероид главног астероидног појаса са пречником од приближно 6,08 .
Афел астероида је на удаљености од 2,646 астрономских јединица (АЈ) од Сунца, а перихел на 1,746 АЈ.
Ексцентрицитет орбите износи 0,204, инклинација (нагиб) орбите у односу на раван еклиптике 4,558 степени, а орбитални период износи 1188,822 дана (3,254 године).
Апсолутна магнитуда астероида је 14,10 а геометријски албедо 0,109.
Астероид је откривен 22. септембра 1973. године.